# Fantasy-Jahr 2008
Übersicht

◄◄ | ◄ | 2004 | 2005 | 2006 | 2007 | Fantasy-Jahr 2008 | 2009 | 2010 | 2011 | 2012 | ► | ►►

Weitere Ereignisse

## Ereignisse
- Sindbads siebente Reise wird in das National Film Registry aufgenommen
- 22. Fantasy Filmfest 12. August – 10. September für jeweils eine Woche in den Städten München, Stuttgart, Nürnberg, Frankfurt, Dortmund, Köln, Hamburg und Berlin